# Segeltorps industriområde

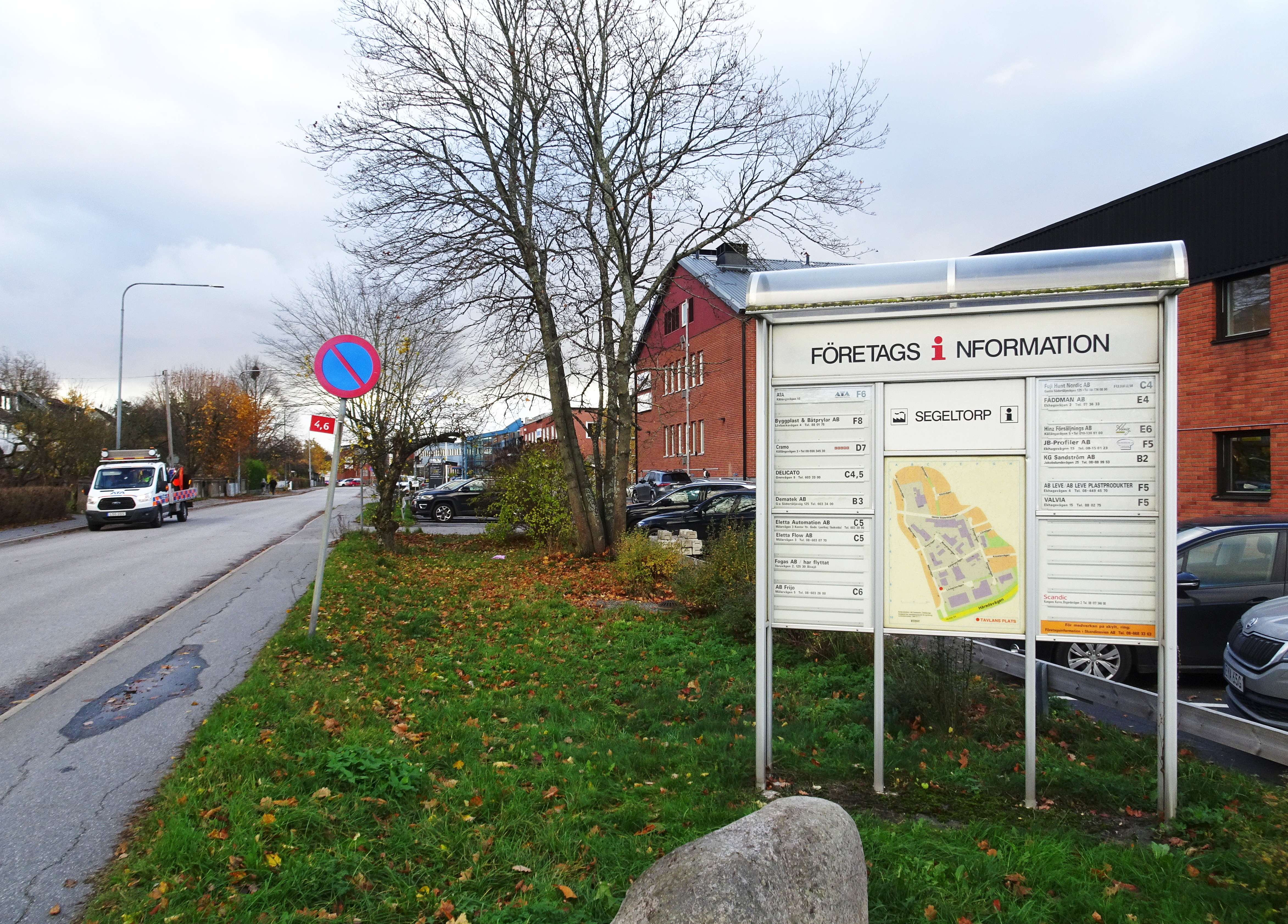
Segeltorps industriområde, företagsinformation vid Mälarvägen, november 2020.

Segeltorps industriområde ligger i kommundelen Segeltorp i nordvästra Huddinge kommun. Industriområdet begränsas av Häradsvägen i norr och Gamla Södertäljevägen i söder. Dessutom ingår en mindre del söder om Gamla Södertäljevägen. Det finns planer på att till år 2030 omvandla delar av Segeltorps industriområde till bostäder.

## Historik

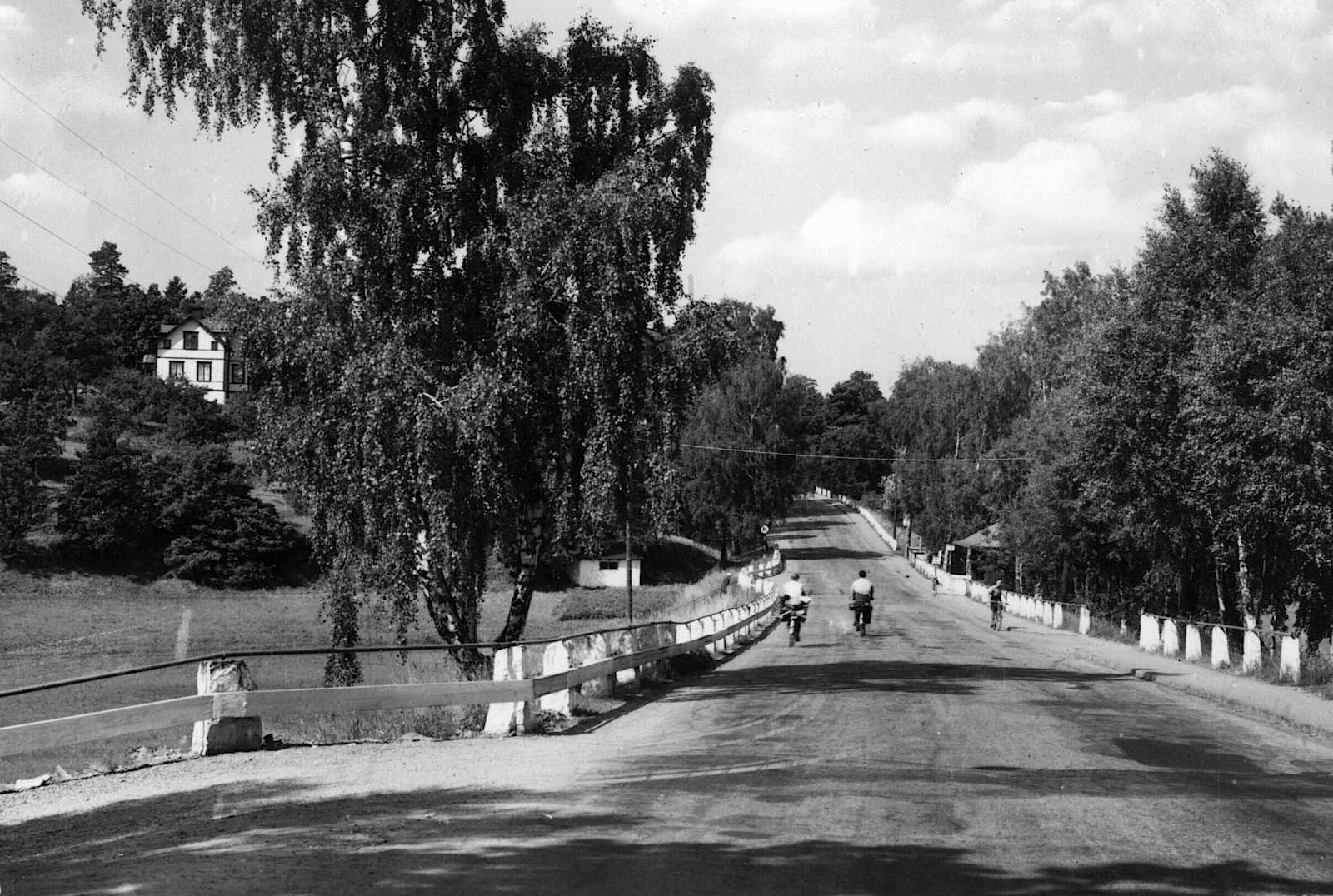
Området sett från öster på 1940-talet, i mitten Gamla Södertäljevägen, i svackan till höger ligger idag Delicato.

Segeltorps industriområdes södra del (mellan Gamla Södertäljevägen och Källängsvägen) började anläggas i slutet av 1950-talet och början av 1960-talet efter en stadsplaneändring av stadsplanen Vreten II som vann laga kraft i november 1957. Området bestod då av öppen, obebyggd mark i Långsjöns dalgång åt nordväst och planen medgav bebyggelse med fastigheter för lätt industri och kontor. I området bildades två kvarter "Gärdet" och "Ängen" med Mossängsvägen som lokalgata. Via Häradsvägen med närhet till den då nya motorvägen (dagens E4) fick industriområdet god trafikanknytning. 
Industriområdets del söder om Gamla Södertäljevägen med fastigheten "Slänten" fastställdes i maj 1962. Industriområdets norra del (mellan Källängsvägen och Häradsvägen) skapades i samband med en stadsplaneändring som vann laga kraft i februari 1980. Här bildades tre kvarter "Tallbacken", "Heden" och "Mossen" med lokalgatan Lövbacksvägen. I Heden och Mossen fanns redan några industribyggnader av skiftande storlek och ålder.

## Bebyggelse och verksamheter (urval)
Bland de första företag som flyttade till södra området var Elektriska AB Eletta som byggde 1960 på fastigheten Ängen 10. Tidigt ute var även Delicato som lät 1964 bygga sitt nya bageri på fastigheten Ängen 15. Båda företag finns fortfarande kvar i området. Ängen 1 bebyggdes 1963 med industrilokaler för ett bageri vilka 1976 övertogs av charkfabriken Fåddman som här tillverkar huvudsakligen rimmade, rökta och marinerade produkter.
Fastigheten Slänten 17 och 18 längst i söder bebyggdes 1965 respektive 1969. Idag (2021) finns här Dematek som bland annat utvecklar och säljer lyftanordningar. Inom norra delen, på fastigheten Mossen 3, byggde kabelförtaget Elproman sin anläggning 1979. Industrihusen mot Häradsvägen (Heden 1 och Heden 4) byggdes 1976. I Heden 1 har Tesla en servicestation och på Heden 4 har båttillbehörsfirman Sea en filial.

### Byggnader och företag i urval

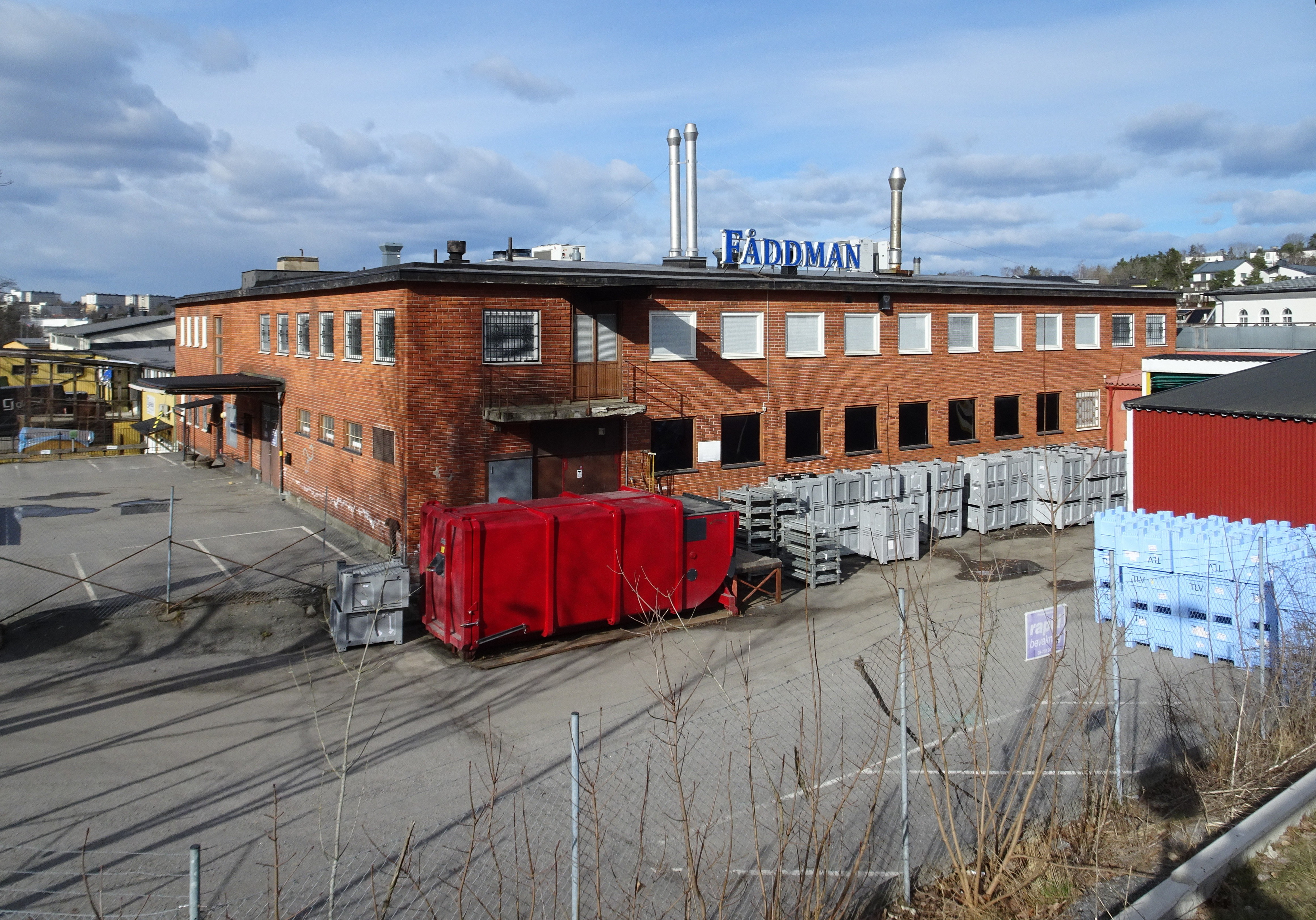
Fåddman (Ängen 1).
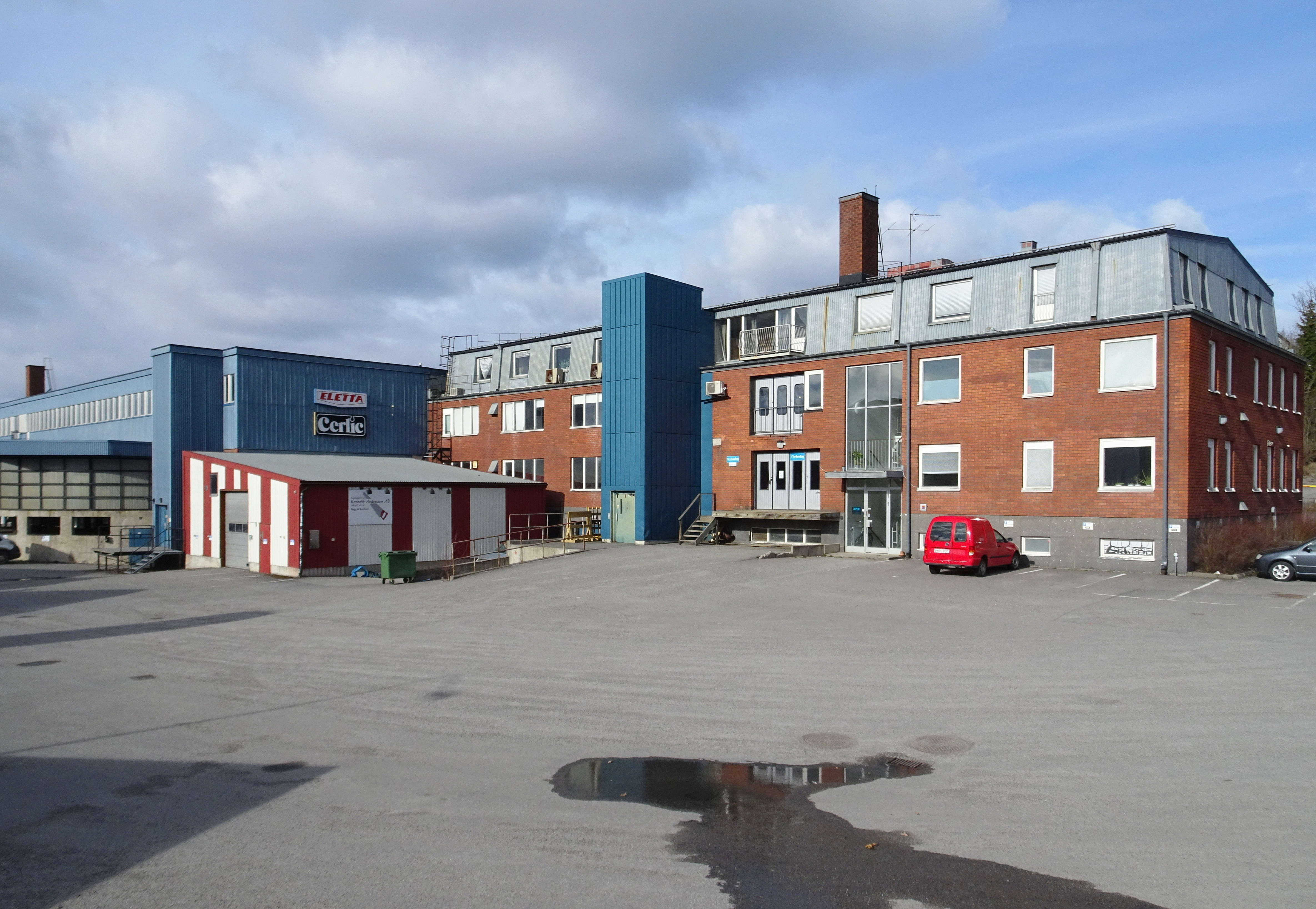
Eletta (Ängen 10 och 11).
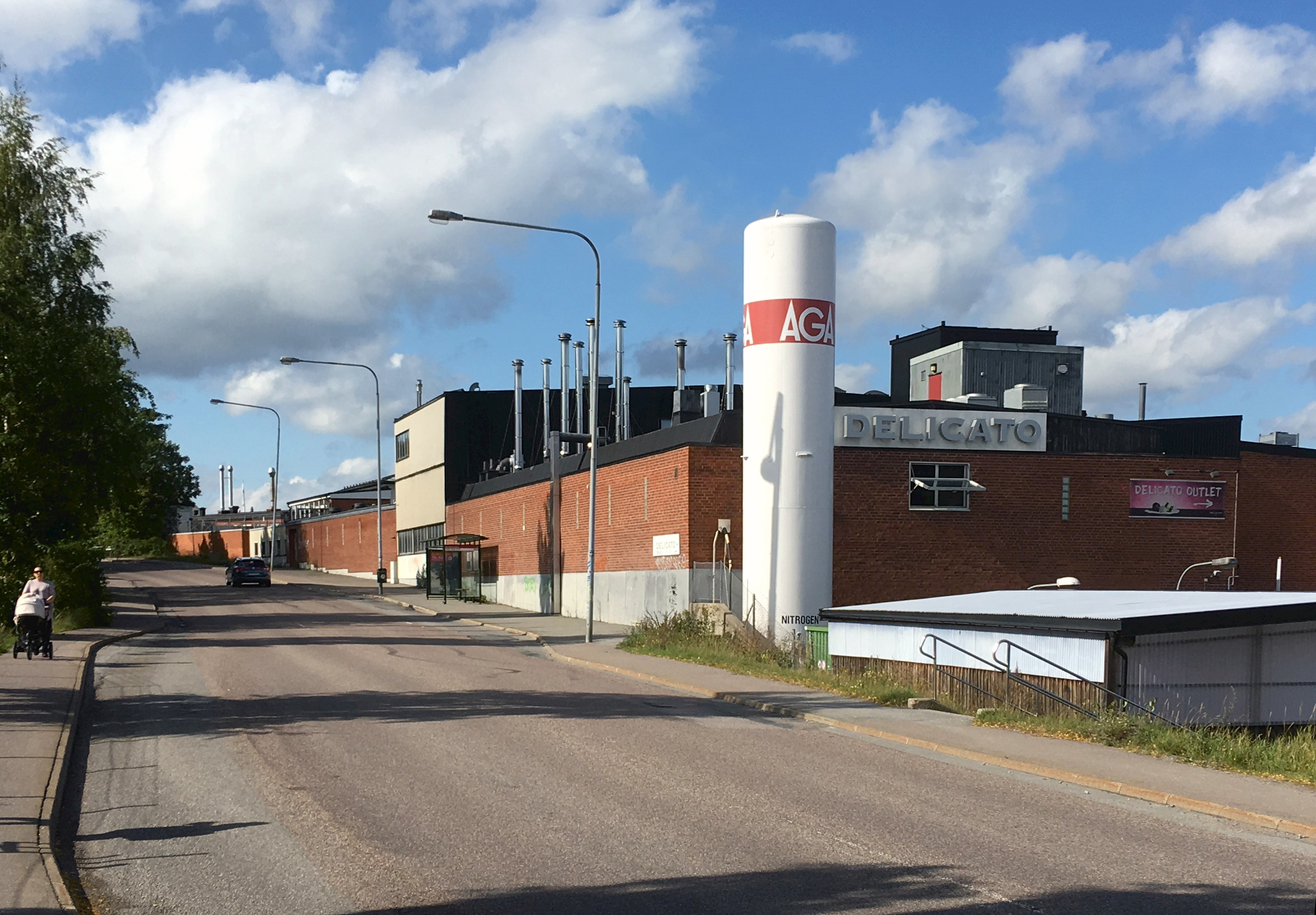
Delicato (Ängen 15).
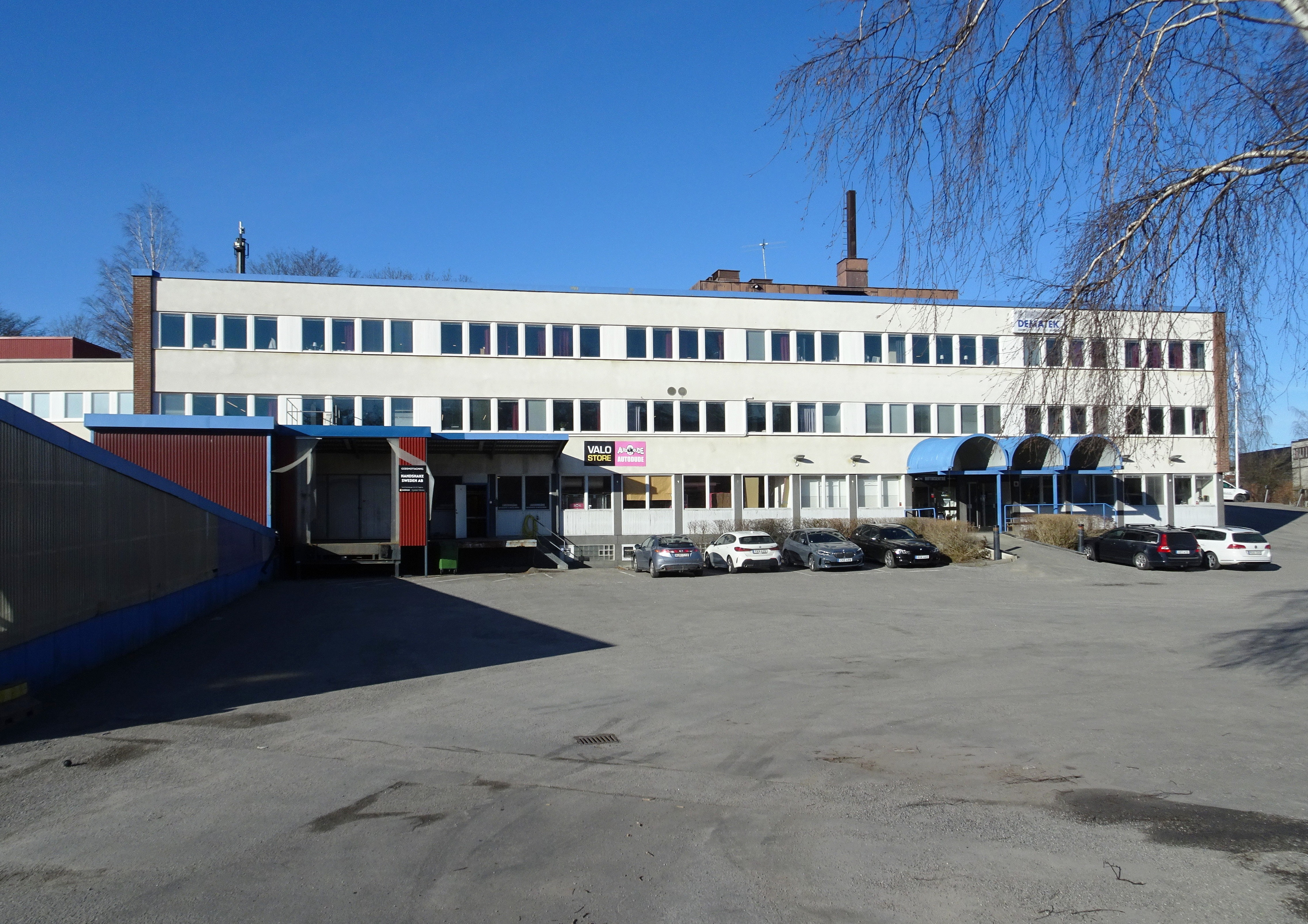
Dematec (Slänten 17)

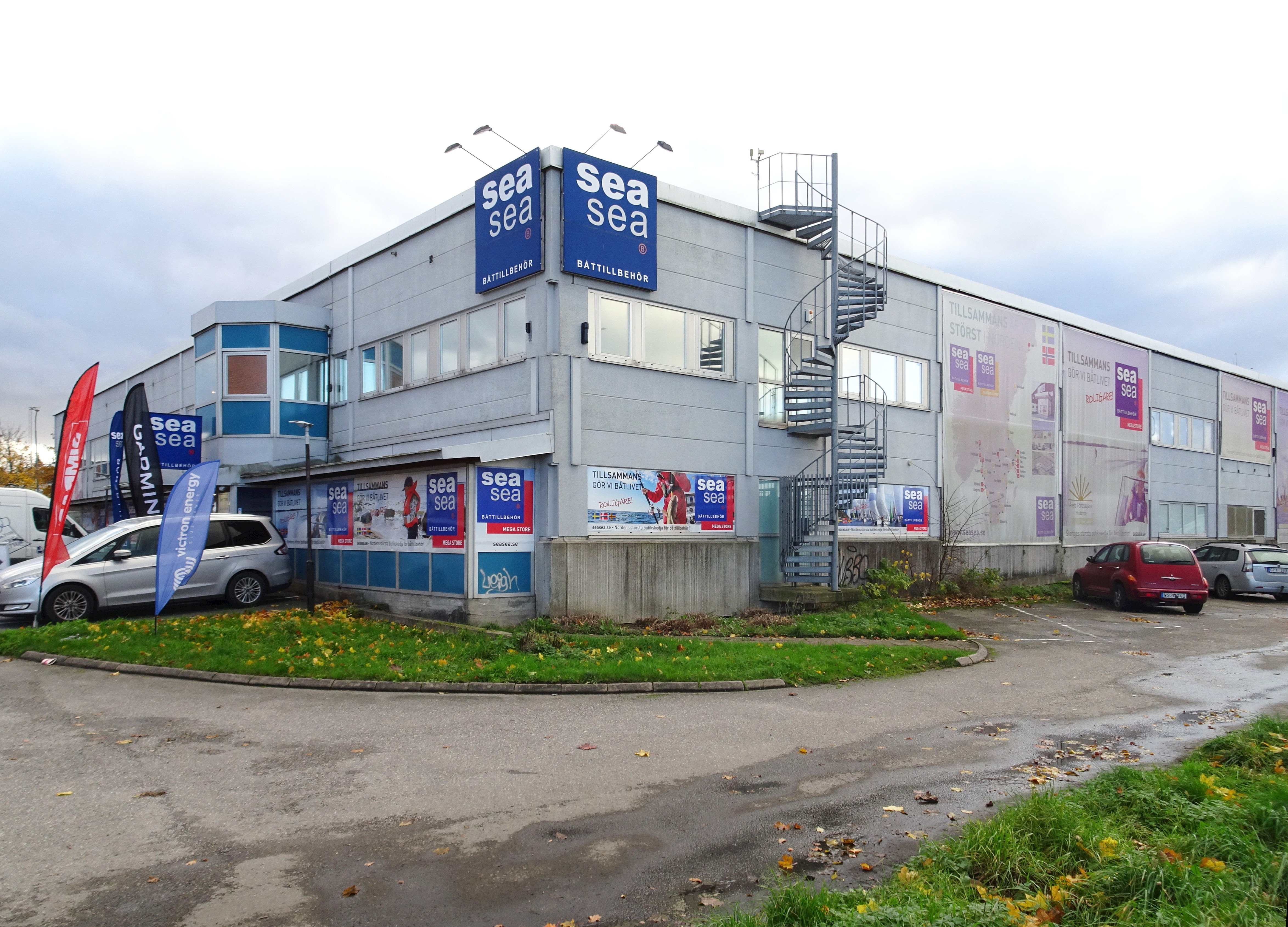
Sea (Heden 4).
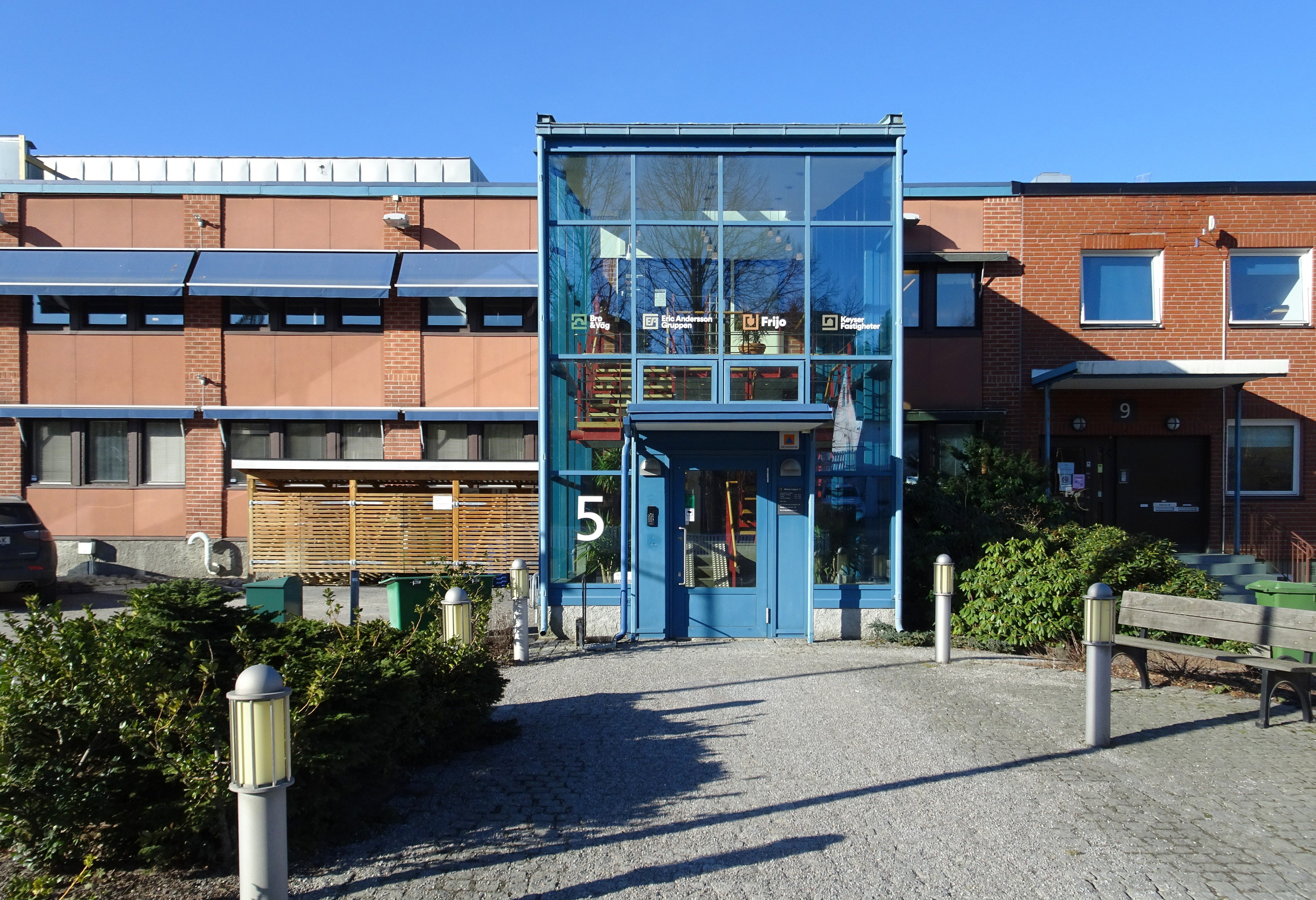
Frijo m.fl. (Gärdet 6).
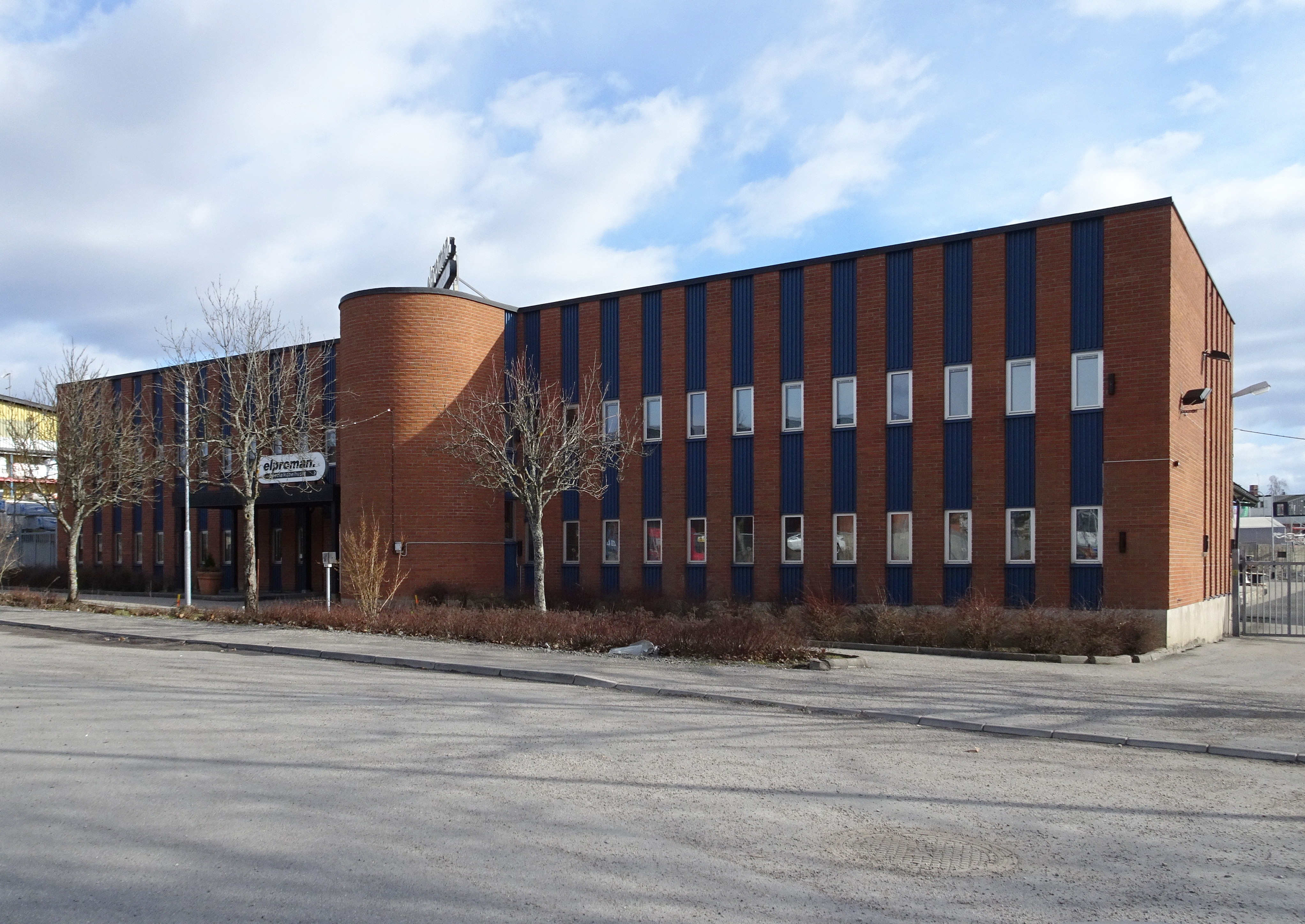
Elproman (Mossen 3).
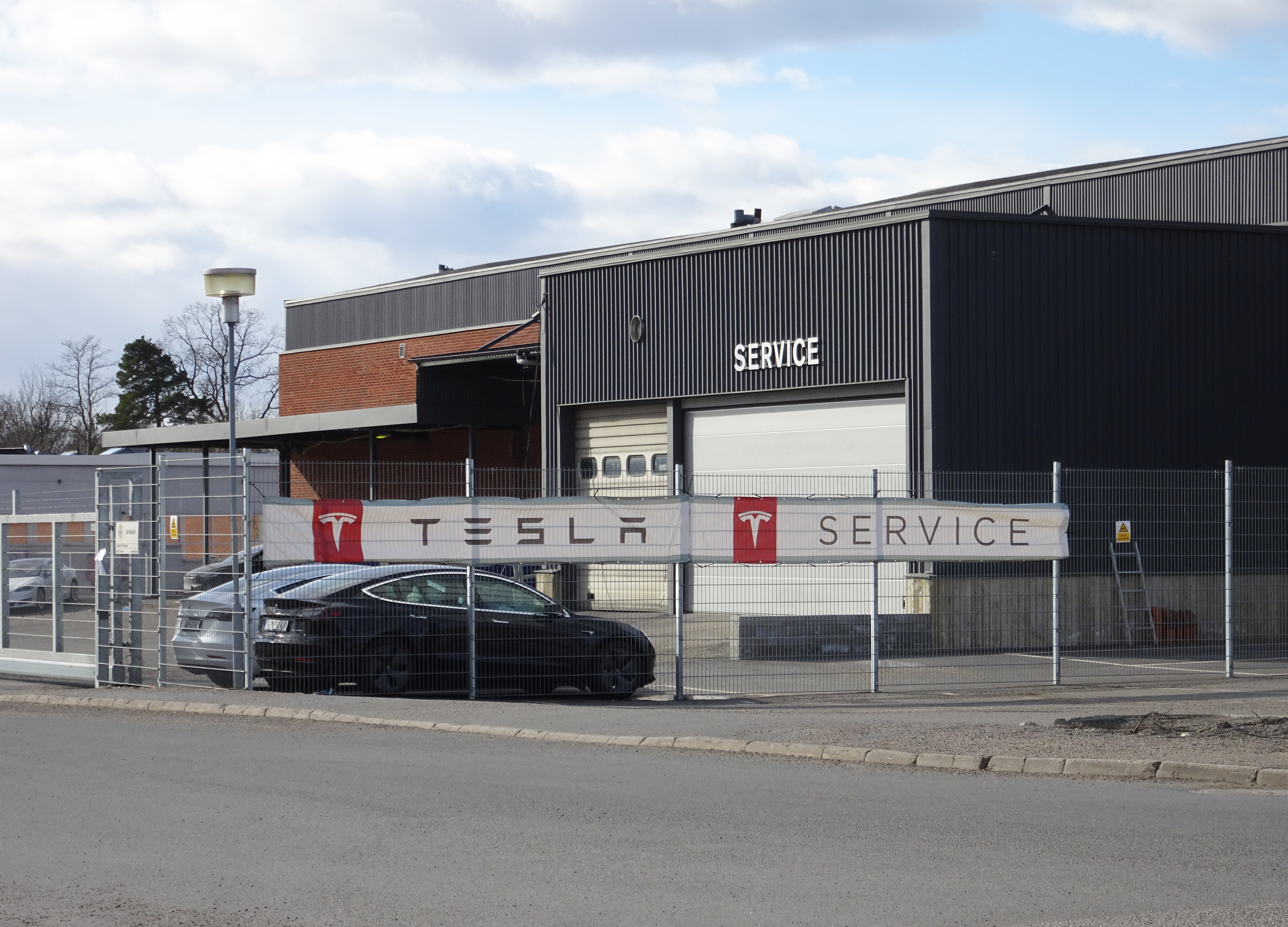
Tesla (Heden 1).

## Framtidsplaner
Segeltorp ligger inom en alternativ sträckning för Spårväg syd som gör förutsättningar för nya bostäder goda, inte minst genom omvandlingen av Segeltorps industriområde till ett nytt bostadsområde.

## Referenser

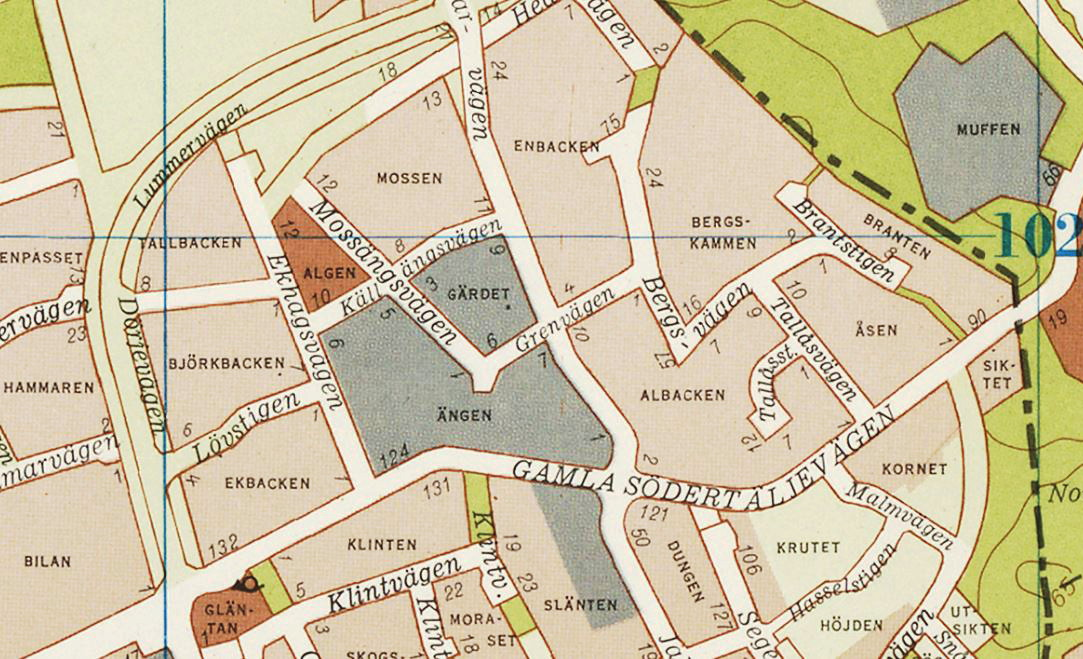
Segeltorps industriområde, södra del (gråtonat), 1972.